# Yagi Nana
Yagi Nana (八木 奈々 (Bát-Mộc Nại-Nại) 3 tháng 9 năm 2000  –) là một nữ diễn viên khiêu dâm người Nhật Bản. Cô sinh ra tại Nagano. Cô thuộc về công ti Mines.

## Sự nghiệp
13/12/2019, cô ra mắt ngành phim khiêu dâm với phim "Tân binh 19 tuổi Yagi Nana ra mắt ngành Ứng cử viên ngôi sao thế hệ mới 10 năm có 1 với vẻ đẹp thuần khiết trong sáng" (新人AVデビュー19歳八木奈々 新世代スター候補10年に1人の純真ピュア美少女) (MOODYZ). Cô là nữ diễn viên độc quyền của MOODYZ kể từ phim ra mắt ngành đầu tiên.
Khi cô tìm kiếm các công ti chủ quản trong ngành để tự tin hoạt động, cô đã tham gia công ti Mine's do đó là công ti dễ tìm nhất. Tại thời điểm nhà sản xuất của hãng phim thấy cô, họ đã biết cô là một ngôi sao và ngay lập tức kí hợp đồng độc quyền với cô. Như được nhắc đến bên dưới, đây là do Nana, một người tự đánh giá thấp bản thân, được đánh giá cao.
Tháng 6/2020, cô được chọn làm 1 trong 10 người đẹp khỏa thân được chọn lọc bởi GRAPHIS, và ảnh áo tắm mới chụp của cô được đăng trong tạp chí hàng tuần. Ngoài ra, cô còn xếp thứ 7 trong hạng mục Tân binh trong thông cáo hàng tháng của FANZA "Diễn viên khiêu dâm này thật tuyệt! mùa hè 2020".
Năm 2021, cô tham gia đóng phim chiếu mạng ""Tình yêu" của tôi có kì lạ không? Case.02 (私の"好き"って変ですか? Case.02) và đây cũng là lần đầu cô diễn trong phim điện ảnh ngoài đời. Cô cũng đóng thêm các phim chính kịch, ví dụ như khi thủ vai Kazama Nagi trong Đạo diễn trần trụi 2. Tháng 8/2021, cô xếp thứ 63 trong "Bảng xếp hạng FLASH 2021 diễn viên nữ gợi cảm chọn bởi 300 độc giả".
Năm 2023, cô đã làm người mẫu cho thương hiệu đồ lót GEMINItale.

## Đời tư
Sở thích của cô là đọc sách, nấu ăn, làm đồ thủ công và chơi dương cầm. Cô là người hướng nội thích ở trong nhà và giết thời gian. Tất cả các món cô nấu khi đăng lên mạng xã hội đều được bình luận là được nấu một cách chuyên nghiệp. Cô đọc sách trước khi đi ngủ, và cô có sưu tầm khoảng 3000 cuốn sách tại nhà (90% là tiểu thuyết, số còn lại là sách ảnh và sách học thuật).
Trong một cuộc phỏng vấn ngay trước khi vào ngành, cô đã nói "Tôi không nghĩ mọi người sẽ thích tôi...Vì tôi không phải người xứng đáng được công nhận...". Khi quay phim, cô đã không thể ngủ vào đêm hôm trước và đến trường quay với vòng mắt thâm quầng.
Khẩu hiệu của cô là 'Một từ cảm ơn" (一言芳恩). Cuốn sách yêu thích của cô là "Son môi trên dư ảnh" của Tsutsui Yasutaka.
Mặc dù cô thường được khen ngợi vì khả năng văn học và vẻ ngoài ưa nhìn, cô đã nói rằng "Tôi là một nữ diễn viên khiêu dâm, nên tôi muốn được [mọi người] nói là dâm dục và tìm đến các phim khiêu dâm hơn là thấy một bức ảnh đẹp và đáng yêu".
Người cô ngưỡng mộ là Kawakami Nanami. Cô đã từng là một tình nguyện viên phúc lợi xã hội ở châu Âu, và mục tiêu của cô là làm một công việc liên quan đến chữa bệnh trong tương lai.
Trên chương trình truyền hình "Tsuki Tomogura", cô đã thể hiện lhar năng diễn xuất chân thực như khóc và giận dữ, và khả năng này đã được khen ngợi bởi đồng nghiệp như Shiba của nhóm Mog Rider và Kusanagi của nhóm Miyashita Kusanagi.